# Łaskowyj Maj
Łaskowyj Maj (ros. Ласковый май) – radziecki, a następnie rosyjski zespół muzyczny.

## Historia
Klasyczny boysband, powstał w ZSRR 6 grudnia 1986 roku w Orenburgu. Grupa koncertowała od roku 1988 do 1991. Zespół tworzył utwory w stylu disco, zbliżonym do polskiego disco polo.
Pierwszym solistą zespołu był Jurij Gurow (zm. 2012). Potem zastąpił go Jurij Szatunow, z którym grupa odnosiła największe sukcesy.
W skład zespołu wchodzili:
- Jurij Szatunow (ros. Юрий Шатунов), solista
- Siergiej Kuzniecow (ros. Сергей Борисович Кузнецов), muzyka i teksty
- Andriej Razin (ros. Андрей Разин), kierownik grupy

W dorobku grupy znalazł się popularny również w Polsce utwór Biełyje rozy (ros. Белые Розы).
Zespół zasłynął z tego, że na przełomie lat 1989/1990 potrafił koncertować jednocześnie w kilku miastach Rosji. Odbywało się to za pomocą tworzenia "kopii" oryginalnego zespołu. Kopie składały się z muzyków podobnych do oryginalnych wykonawców pod względem fizycznym i obdarzonych podobnymi głosami. Wywołało to w Rosji skandal, który doprowadził do zakończenia działalności grupy.

## Skład zespołu
Oryginalny skład:
- Andriej Razin
- Jurij Gurow
- Siergiej Kuzniecow

Ostatni skład:
- Andriej Razin
- Jurij Szatunow
- Siergiej Kuzniecow

Członkowie zespołu:
- Andriej Razin (1986 – 1991) – kierownik zespołu
- Jurij Gurow (1986 – 1988) – wokal (zm. 2012)
- Jurij Szatunow (1988 – 1991) – wokal (zm. 2022)
- Siergiej Kuzniecow (1986 – 1991) – muzyka, teksty (zm. 2022)